# Oswald Theodore Avery
Oswald Theodore Avery (Halifax, 21 ottobre 1877 – Nashville, 2 febbraio 1955) è stato un medico canadese.
Spese la maggior parte della sua carriera come ricercatore nell'ospedale dell'Istituto Rockefeller a New York. Avery è stato uno dei primi biologi molecolari e fu un pioniere nel campo dell'immunologia; è comunque maggiormente conosciuto per il suo esperimento del 1944, con i suoi collaboratori Colin MacLeod e Maclyn McCarty, che diede una chiara prova del fatto che i geni e i cromosomi fossero costituiti da DNA.
Il cratere Avery sulla Luna è stato chiamato così in suo onore.

## Biografia
Avery nacque ad Halifax nella Nuova Scozia, secondo dei tre figli di Elizabeth Crowdy e Joseph Francis Avery. Il padre si trasferì con la moglie in Canada nel 1873 e divenne un rispettato pastore battista ad Halifax. La famiglia si trasferì poi a New York nel 1887 dove il padre continuò a svolgere il suo mestiere; ogni membro della famiglia era impegnato in un ruolo nell'ambiente religioso: lo stesso giovane "Ossie" insieme al fratello maggiore Ernest spesso suonava il clarinetto sulle scale della chiesa per attirare i passanti. Ernest morì nel 1892 a soli diciotto anni, probabilmente per tubercolosi. Qualche mese più tardi ci fu la morte anche del padre Joseph. Dopo le loro morti, l'allora quindicenne Oswald assunse il ruolo di padre verso il fratello minore Roy, un ruolo che ebbe anche in seguito nei confronti della cugina, Minnie Wandel, che Roy spesso chiamava affettuosamente "piccola sorella".
Dopo aver frequentato la Grammar School di New York, Avery andò prima alla Accademia Colgate e dopo all'università Colgate, dove eccelse in letteratura e oratoria. Mentre era a Colgate fu compagno di Harry Emerson Fosdick che sarebbe in seguito diventato uno dei più importanti sacerdoti di New York.
Per ragione che non si conoscono e nonostante non avesse studi scientifici alle spalle, dopo il college, Avery scelse una carriera nel campo della medicina ed entrò nel Collegio dei Medici e Chirurghi di New York. Ricevette la laurea in medicina nel 1904.
Desideroso di maggiori stimoli intellettuali e frustrato dalla sua incapacità di curare alcuni dei suoi pazienti, Avery si trasferì nel 1907 per fare ricerca nel Hoaghland Laboratory a Brooklyn, il primo centro di studi microbiologici negli Stati Uniti. Il laboratorio era associato anche all'ospedale di Long Island e qui Avery insegnò ai giovani infermieri: fu in questo modo che assunse il soprannome "il Professore", spesso abbreviato amichevolmente in "Fess". Il direttore del laboratorio, Benjamin White, istruì Avery delle tecniche di laboratorio e in biochimica. Avery inizialmente lavorò sulla batteriologia degli yogurt, ma presto sviluppò interesse alla tubercolosi dopo che White fu colpito da un'infezione polmonare. È durante questo periodo che Avery sviluppò quello che il suo successivo biografo, Renè J. Dubos, chiamò il "sistematico sforzo di comprendere le attività biologiche dei batteri patogeni attraverso la conoscenza della loro composizione chimica".
Servì come capitano del corpo medico l'esercito americano  dal settembre 1918 al gennaio 1919. Nel 1923 divenne membro al Istituto Rockefeller, dove lavorò fino al suo ritiro nel 1948. Si trasferì a Nashville nel Tennessee nel 1949 per stare vicino al fratello e alla famiglia, e vi morì nel 1955.

## L'esperimento di Avery
Il celebre esperimento diede la prima prova certa che la molecola di DNA fosse portatrice dell'informazione genica. Avery usò per il suo esperimento  due ceppi del batterio Streptococcus pneumoniae:  il ceppo S letale per le cavie e il ceppo R innocuo. Si era dimostrato che l'informazione genica (compresa l'informazione riguardante la letalità del batterio) poteva essere trasferita dal batterio S lisato al batterio R (trasformazione batterica), rendendo quest'ultimo letale. Avery dimostrò che l'informazione veniva trasmessa dal DNA, perché l'attività trasformante cessava solo quando la miscela veniva trattata con DNasi (enzimi che degradano il solo DNA).